# Amelita Galli-Curci
Amelita Galli-Curci (Milán, 18 de noviembre de 1882 - Chicago, 26 de noviembre de 1963) fue una soprano de coloratura italiana, de las más reputadas del siglo XX.

## Vida

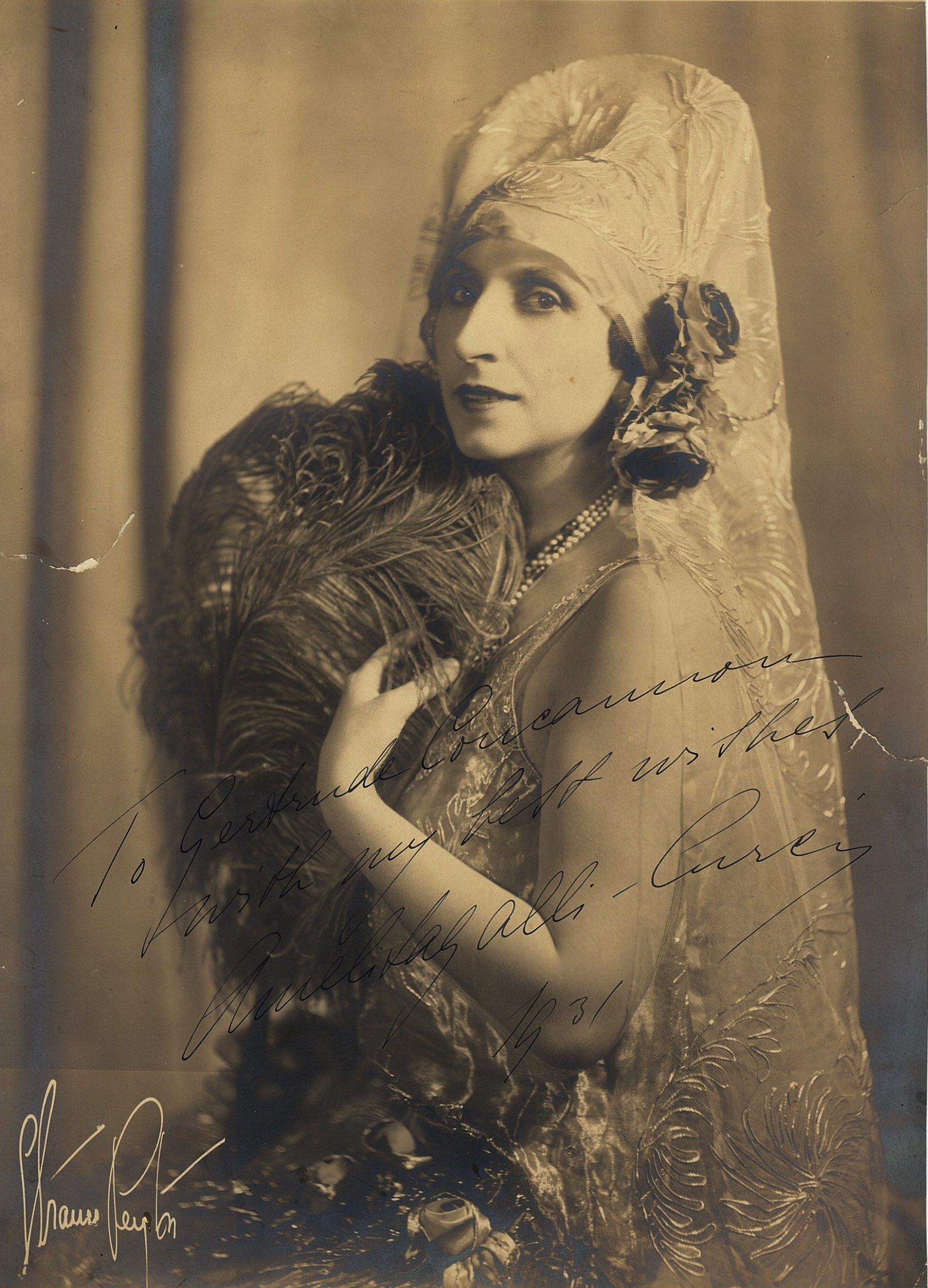
Retrato de Amelita Galli-Curci por Strauss Peyton (1931)

Nació como Amelita Galli en el seno de una familia acomodada milanesa. Siguió estudios de piano en su ciudad natal hasta que fue impulsada al canto por influencia de su abuela. El compositor de ópera Pietro Mascagni también la alentó a seguir la carrera operística. Por propia decisión, estudió canto de manera autodidacta, escuchando a otras sopranos, leyendo antiguos métodos de canto y practicando ejercicios de piano con la voz.
Su debut operístico tuvo lugar el año 1906 en Trani, como Gilda de Rigoletto, y rápidamente fue aclamada por toda Italia.
En 1908 se casó con el marqués Luigi Curci, y añadió el apellido de su marido al suyo. Se divorciaron en 1921 y Galli-Curci se volvió a casar con Homer Samuels, su acompañante.
Realizó muchas interpretaciones por Europa y Sudamérica. En 1915 cantó dos funciones de Lucia di Lammermoor con Enrico Caruso en Buenos Aires. Fueron las dos únicas apariciones junto con el legendario tenor. Llegó a los Estados Unidos el año 1916. Estaba planificada una corta estancia, pero el gran éxito que recogió por su interpretación de la Gilda de Rigoletto en Chicago fue tan extraordinario que aceptó permanecer como integrante de la Chicago Opera Company. Formó parte de esta compañía hasta 1924. También el año 1916, firmó un contrato con la compañía discográfica Victor Talking Machine Company, para la cual hizo un gran número de grabaciones hasta 1930. En 1921 Galli-Curci se unió al Metropolitan Opera de Nueva York para permanecer hasta su retiro en 1930, convencida de que la ópera era una forma de arte en decadencia.
Había padecido problemas de garganta durante muchos años, hasta que en 1935 tuvo que ser sometida a cirugía para eliminar un quiste. El año siguiente regresó a los escenarios como Mimì de La Bohème en Chicago. Por desgracia, se hizo patente que sus años de cantante se habían agotado, y después de unos cuantos recitales se retiró definitivamente y se trasladó a vivir en California, donde residió hasta su muerte, en noviembre de 1963, a la edad de 82 años.